# Saint-Malo-de-Phily
Saint-Malo-de-Phily is een gemeente in het Franse departement Ille-et-Vilaine (regio Bretagne). De plaats maakt deel uit van het arrondissement Redon. Saint-Malo-de-Phily telde op 1 januari 2022 1.074 inwoners.

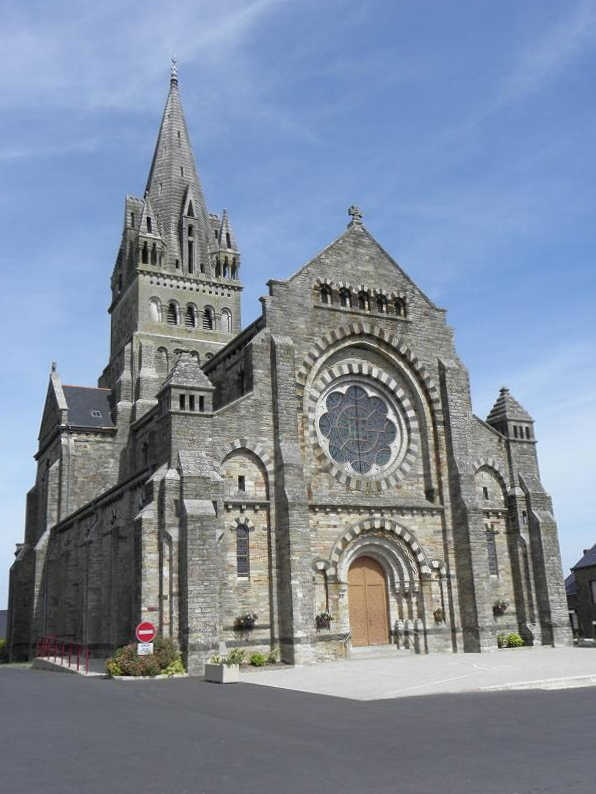
Kerk van Saint-Malo-de-Phily
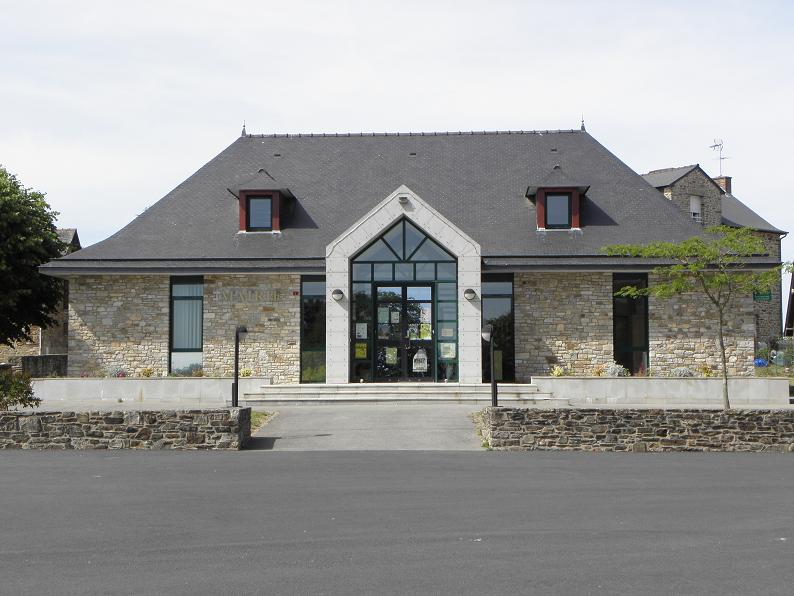
Gemeentehuis

## Geografie
De oppervlakte van De oppervlakte van Saint-Malo-de-Phily bedroeg op 1 januari 2022 18,77 vierkante kilometer; de bevolkingsdichtheid was toen 57,2 inwoners per km².

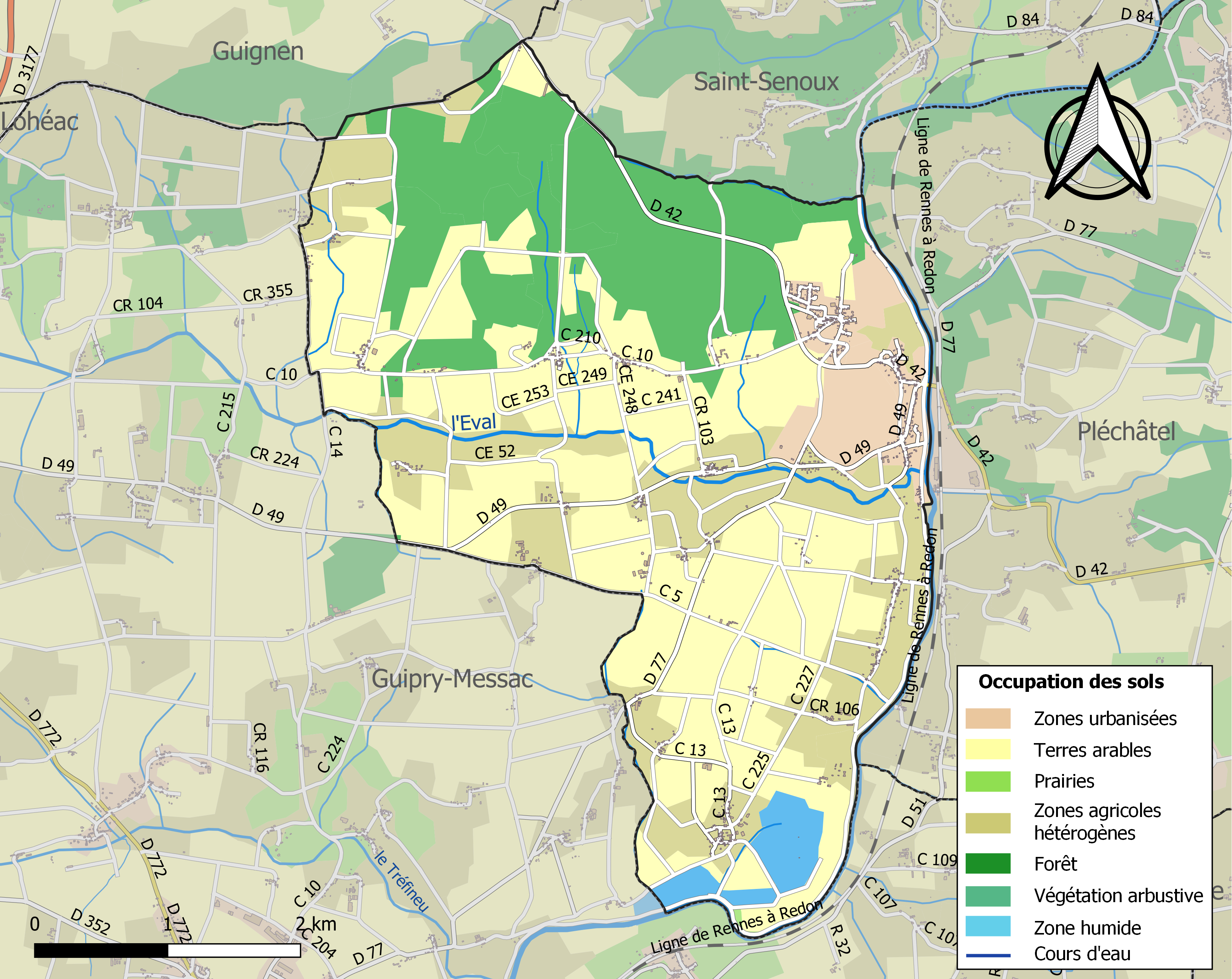
Kaart van de gemeente met belangrijkste infrastructuur, bodemgebruik en omliggende gemeenten

## Demografie
Onderstaande figuur toont het verloop van het inwonertal (bron: INSEE-tellingen).